# Trận Megiddo (1457 TCN)
Trận Megiddo diễn ra vào thế kỷ 15 trước Công nguyên giữa các lực lượng Ai Cập dưới sự chỉ huy của Pharaoh Thutmose III và một liên minh nổi loạn lớn của các nước chư hầu Canaanite do vua của Kadesh lãnh đạo.  Đây là trận chiến đầu tiên được ghi lại tương đối đáng tin cậy bởi sử sách. Megiddo cũng là trận đánh đầu tiên sử dụng cung liên hợp và đếm xác.  Tất cả các chi tiết của trận chiến đều đến từ các nguồn của Ai Cập - chủ yếu là chữ tượng hình trên Đại sảnh Biên niên sử ở Đền thờ Amun-Re tại Karnak, Thebes (nay là Luxor ), của nhà chép sử Tjaneni.
Theo truyền của người Ai Cập, ngày diễn ra trận chiến là ngày 21, tháng đầu tiên của mùa thứ ba, năm 23 dưới triều đại của Thutmose III. Người ta cho rằng đây là ngày 16 tháng 4 năm 1457 TCN theo cách tính hiện đại, mặc dù các ấn phẩm khác cho rằng trận chiến diễn ra vào năm 1482 TCN hoặc năm 1479 TCN. Người Ai Cập đánh đuổi lực lượng Canaan về thành phố Megiddo, dẫn đến Cuộc vây hãm Megiddo sau đó.
Bằng cách thiết lập lại quyền thống trị của Ai Cập ở Levant, Thutmose III sẽ làm cho Đế chế Ai Cập trở nên hùng mạnh và bành trướng rộng nhất về phía bắc.